# Schwarzkopfspint
Der Schwarzkopfspint (Merops breweri) ist ein Vogel aus der Familie der Bienenfresser (Meropidae).
Die Art ist monotypisch. Sie wurde früher in die monotypische Gattung Bombylonax gestellt. Das Artepitheton bezieht sich auf Thomas Mayo Brewer (1814–1880).
Der Schwarzkopfspint ist überwiegend ein Standvogel und kommt im tropischen Zentral- und Westafrika an der Küstenregion Gabuns und entlang des Kongoflusses vor. Das Verbreitungsgebiet umfasst Waldränder, Lichtungen und Plantagen, bevorzugt in Gewässernähe. Zudem bewohnt er bewaldete Inseln und Galeriewald, meist im Tiefland.

## Beschreibung

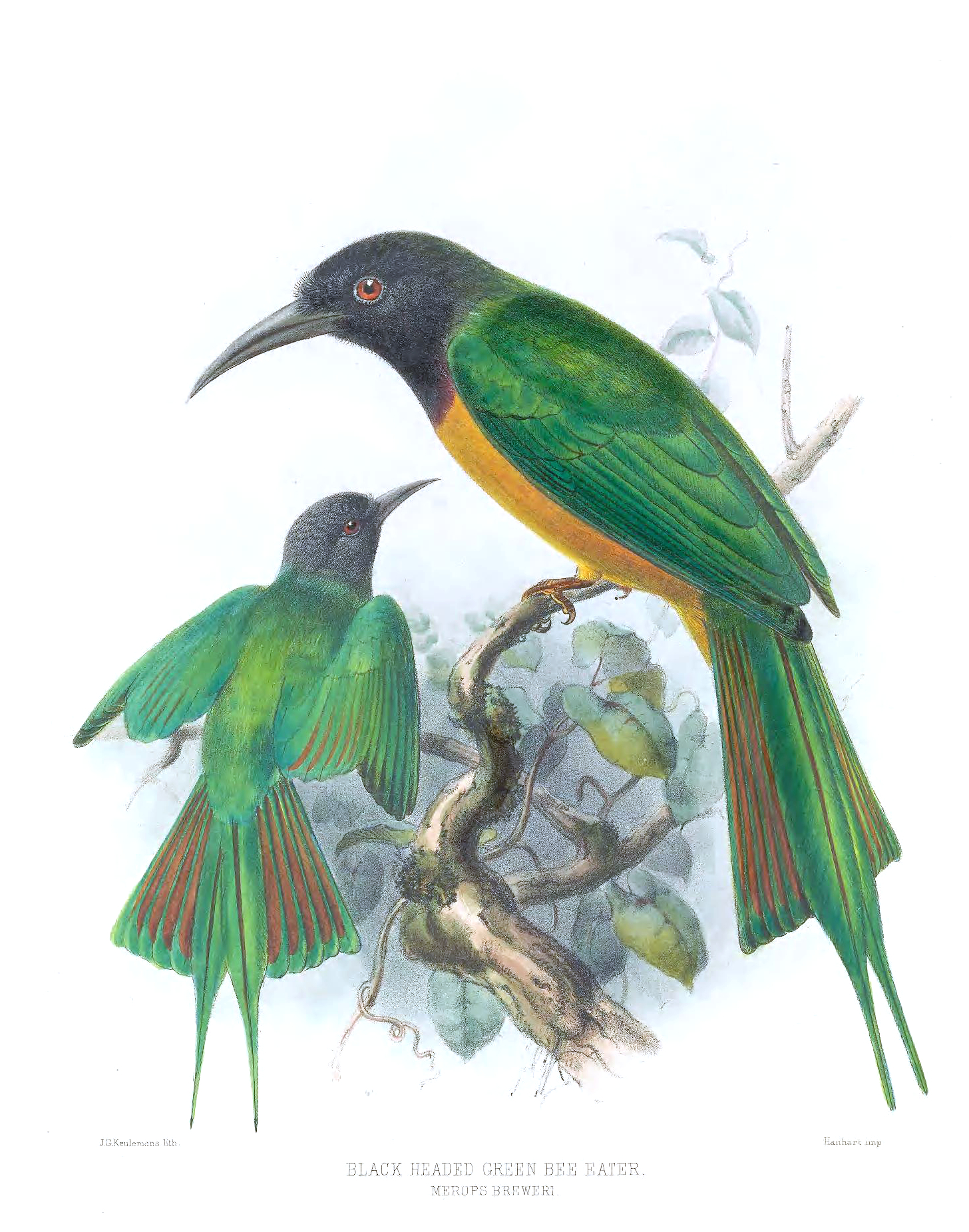
Schwarzkopfspinte, Illustration

Der Schwarzkopfspint ist 28 cm groß (+zentrale Schwanzfedern von bis zu 6 cm) und wiegt etwa 54 g. Wie der Name sagt, ist der Kopf schwarz, die Rückseite und die rundlichen Flügel sind grün wie auch der Schwanz und die verlängerten zentralen Federn. Die äußeren Schwanzfedern sind zimtfarben. Die Unterseite ist ebenfalls zimtfarben, an der Brust ockerfarben mit zimtfarbenem Brustband, an den Seiten breiter als in der Mitte. Der für Bienenfresser sehr kräftige Schnabel ist schwarz, die Iris leuchtend karminrot, Beine und Füße sind dunkelgrau und die Krallen schwarz.
Die Art unterscheidet sich vom sehr ähnlichen Celebesspint (Meropogon forsteni) durch die Farbe der Unterseite und das Fehlen von Purpurelementen. Die Geschlechter unterscheiden sich nicht, lediglich die zentralen Schwanzfedern sind beim Weibchen kürzer. Jungvögel sind am Scheitel und Nacken grünlich und haben kein abgegrenztes Brustband.

## Stimme
Vom Ruf des Männchens wird meist der Alarmruf gehört als „wic“, kürzer und leiser als der des Grünstirnspints (Merops bulocki) außerdem ein leises „pfuruk’p’r’k“, wenn Nahrung ans Nest gebracht wird.

## Lebensweise
Die Nahrung besteht aus fliegenden Insekten, die zwischen Bäumen bis zu 5 m über dem Erdboden in kurzen Jagdflügen gefangen werden.
Die Brutzeit liegt im Norden im Februar, während sie im Süden zwischen Ende August und September liegt. Die Nisthöhlen finden sich einzeln oder in kleinen Kolonien. Sie werden in weiche Erdhängen oder Termitenhügeln sowie in sandigen Erdboden gegraben.
Das Gelege besteht aus 2–3 weißen Eiern, die wohl vom Weibchen ausgebrütet werden.

## Gefährdungssituation
Der Bestand gilt als nicht gefährdet (Least Concern). Der Populationstrend wird jedoch aufgrund der Ausbreitung von Eucalyptus-Plantagen als rückläufig eingestuft. Zudem werden die Vögel mit Schlingen gefangen und Nisthöhlen blockiert.